# Iris Riedel
Iris Riedel, née le 16 mars 1954 à São Paulo, est une joueuse de tennis brésilienne, naturalisée allemande, professionnelle entre 1975 et 1982. Elle est aussi connue à partir de 1978 sous son nom de femme mariée, Iris Riedel-Kuhn.
Elle a représenté les couleurs du Brésil au début de sa carrière notamment lors de la Coupe de la Fédération 1972. Elle a pris ensuite la nationalité allemande, ce qui lui a permis d'intégrer l'équipe d'Allemagne de Fed Cup dès 1976. Cette année-là, elle a contribué à l'accession de son équipe pour les quarts de finale, chose qu'elle réédite en 1981 où elle perd ses deux matchs contre la Suisse.
Ses meilleurs résultats sont une demi-finale à Barcelone en simple et à Sydney en double en 1978.

## Palmarès

### Titre en simple dames
Aucun

### Finale en simple dames
Aucune

### Titre en double dames
Aucun

### Finale en double dames
| No | Date       | Nom et lieu du tournoi                    | Catégorie | Surface      | Vainqueures             | Partenaire      | Score    |  |
| -- | ---------- | ----------------------------------------- | --------- | ------------ | ----------------------- | --------------- | -------- |  |
| 1  | 15-07-1974 | Head Cup Austrian Championships Kitzbühel |           | Terre (ext.) | Beatrix Klein Éva Szabó | Ana María Arias | 6-1, 6-4 |  |

## Parcours en Grand Chelem

### En simple dames
| Année | Open d'Australie (janvier) | Open d'Australie (janvier) | Internationaux de France | Internationaux de France | Wimbledon       | Wimbledon      | US Open         | US Open          | Open d'Australie (décembre) | Open d'Australie (décembre) |
| ----- | -------------------------- | -------------------------- | ------------------------ | ------------------------ | --------------- | -------------- | --------------- | ---------------- | --------------------------- | --------------------------- |
| 1975  | -                          | -                          | 1er tour (1/32)          | Renáta Tomanová          | 2e tour (1/32)  | Virginia Wade  | -               | -                | n/a                         | n/a                         |
| 1976  | -                          | -                          | 1er tour (1/32)          | Brigitte Simon           | 2e tour (1/32)  | Lea Antonoplis | 2e tour (1/32)  | Dianne Fromholtz | n/a                         | n/a                         |
| 1977  | -                          | -                          | 2e tour (1/16)           | Laura duPont             | 2e tour (1/32)  | Julie Anthony  | 2e tour (1/32)  | Sue Barker       | -                           | -                           |
| 1978  | n/a                        | n/a                        | 1er tour (1/32)          | Pat Medrado              | 2e tour (1/32)  | Helle Sparre   | -               | -                | -                           | -                           |
| 1979  | n/a                        | n/a                        | -                        | -                        | 2e tour (1/32)  | Debbie Jevans  | 1er tour (1/64) | Chris Evert      | -                           | -                           |
| 1980  | n/a                        | n/a                        | 2e tour (1/16)           | Hana Strachonova         | -               | -              | -               | -                | -                           | -                           |
| 1981  | n/a                        | n/a                        | 2e tour (1/32)           | M. Navrátilová           | 1er tour (1/64) | Anne Hobbs     | -               | -                | -                           | -                           |
| 1982  | n/a                        | n/a                        | 2e tour (1/32)           | Stacy Margolin           | -               | -              | -               | -                | -                           | -                           |

À droite du résultat, l’ultime adversaire.

### En double dames
| Année | Open d'Australie (janvier) | Open d'Australie (janvier) | Internationaux de France     | Internationaux de France  | Wimbledon                     | Wimbledon                 | US Open | US Open | Open d'Australie (décembre) | Open d'Australie (décembre) |
| ----- | -------------------------- | -------------------------- | ---------------------------- | ------------------------- | ----------------------------- | ------------------------- | ------- | ------- | --------------------------- | --------------------------- |
| 1975  | -                          | -                          | -                            | -                         | 1er tour (1/32) Eisterlehner  | Jenny Dimond Penny Moor   | -       | -       | n/a                         | n/a                         |
| 1976  | -                          | -                          | -                            | -                         | 2e tour (1/16) Eisterlehner   | Linky Boshoff Ilana Kloss | -       | -       | n/a                         | n/a                         |
| 1977  | -                          | -                          | 2e tour (1/8) Eisterlehner   | C. Matison Pam Whytcross  | 1er tour (1/32) Eisterlehner  | Rosie Casals Chris Evert  | -       | -       | -                           | -                           |
| 1978  | n/a                        | n/a                        | 1er tour (1/16) Eisterlehner | Donna Ganz Nancy Weigel   | 1er tour (1/32) Sylvia Hanika | Judy Tegart W. Gilchrist  | -       | -       | -                           | -                           |
| 1980  | n/a                        | n/a                        | 2e tour (1/8) Kim Jones      | Mima Jaušovec Betty Stöve | -                             | -                         | -       | -       | -                           | -                           |

Sous le résultat, la partenaire ; à droite, l’ultime équipe adverse.

### En double mixte
N'a jamais participé à un tableau final.

## Parcours en Coupe de la Fédération
| #                                                                                | Date       | Lieu         | Surface         | Gagnante(s)                          | Perdante(s)                    | Score         |          |
|                                                                                  |            |              |                 |                                      |                                |               |          |
| 1972 - 1er tour (groupe mondial) - Brésil - Suisse - 2 : 1                       |            |              |                 |                                      |                                |               |          |
| 1                                                                                | 20/03/1972 | Johannesburg | Dur (ext.)      | Evagreth Emmenegger Marianne Kindler | Beatrice Chrystman Iris Riedel | 6-2, 4-6, 6-3 | Parcours |
|                                                                                  |            |              |                 |                                      |                                |               |          |
| 1976 - 1er tour (groupe mondial) - Mexique - Allemagne de l'Ouest - 0 : 3        |            |              |                 |                                      |                                |               |          |
| 2                                                                                | 22/08/1976 | Philadelphie | Moquette (int.) | Iris Riedel                          | Alina Baraldi                  | 6-2, 6-3      | Parcours |
|                                                                                  |            |              |                 |                                      |                                |               |          |
| 1976 - 2e tour (groupe mondial) - Italie - Allemagne de l'Ouest - 0 : 3          |            |              |                 |                                      |                                |               |          |
| 3                                                                                | 22/08/1976 | Philadelphie | Moquette (int.) | Iris Riedel                          | Rosalba Vido                   | 6-1, 6-2      | Parcours |
|                                                                                  |            |              |                 |                                      |                                |               |          |
| 1976 - 1/4 de finale (groupe mondial) - Allemagne de l'Ouest - Australie - 0 : 3 |            |              |                 |                                      |                                |               |          |
| 4                                                                                | 22/08/1976 | Philadelphie | Moquette (int.) | Kerry Reid                           | Iris Riedel                    | 6-1, 6-2      | Parcours |
|                                                                                  |            |              |                 |                                      |                                |               |          |
| 1979 - 1er tour (groupe mondial) - Allemagne de l'Ouest - Corée du Sud - 3 : 0   |            |              |                 |                                      |                                |               |          |
| 5                                                                                | 30/04/1979 | Madrid       | Terre (ext.)    | Iris Riedel                          | Kim Nam-sook                   | 6-1, 6-1      | Parcours |
|                                                                                  |            |              |                 |                                      |                                |               |          |
| 1979 - 2e tour (groupe mondial) - États-Unis - Allemagne de l'Ouest - 3 : 0      |            |              |                 |                                      |                                |               |          |
| 6                                                                                | 30/04/1979 | Madrid       | Terre (ext.)    | Tracy Austin                         | Iris Riedel                    | 6-1, 6-3      | Parcours |
|                                                                                  |            |              |                 |                                      |                                |               |          |
| 1981 - 1er tour (groupe mondial) - Japon - Allemagne de l'Ouest - 0 : 3          |            |              |                 |                                      |                                |               |          |
| 7                                                                                | 09/11/1981 | Tokyo        | Terre (ext.)    | Iris Riedel                          | Masako Yanagi                  | 6-4, 6-4      | Parcours |
| 7                                                                                | 09/11/1981 | Tokyo        | Terre (ext.)    | Bettina Bunge Iris Riedel            | Fumiko Furuhashi Masako Yanagi | 5-7, 7-5, 6-0 | Parcours |
|                                                                                  |            |              |                 |                                      |                                |               |          |
| 1981 - 2e tour (groupe mondial) - Allemagne de l'Ouest - Brésil - 2 : 0          |            |              |                 |                                      |                                |               |          |
| 8                                                                                | 09/11/1981 | Tokyo        | Terre (ext.)    | Iris Riedel                          | Cláudia Monteiro               | 7-6, 6-1      | Parcours |
|                                                                                  |            |              |                 |                                      |                                |               |          |
| 1981 - 1/4 de finale (groupe mondial) - Allemagne de l'Ouest - Suisse - 1 : 2    |            |              |                 |                                      |                                |               |          |
| 9                                                                                | 09/11/1981 | Tokyo        | Terre (ext.)    | Petra Delhees                        | Iris Riedel                    | 7-6, 6-0      | Parcours |
| 9                                                                                | 09/11/1981 | Tokyo        | Terre (ext.)    | Petra Delhees C. Jolissaint          | Bettina Bunge Iris Riedel      | 6-2, 6-3      | Parcours |